# Alice Liddell en petite mendiante

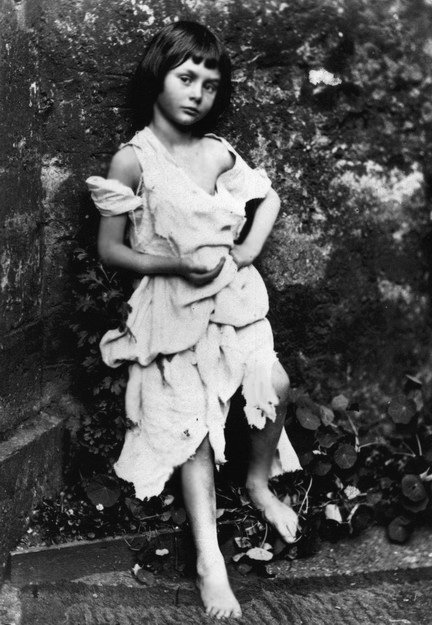
Alice Liddell as "The Beggar Maid", 1858.

Alice Liddell en petite mendiante (Alice Liddell as The Beggar Maid) est une photographie d'Alice Liddell réalisée par Charles-Lutwidge Dodgson, plus connu sous le nom de Lewis Carroll, en 1858.

## Contexte
Alice Liddell n'est pas la première des « amies-enfants » de Lewis Carroll.  Après leur rencontre en 1856 celui-ci obtient, de sa famille, la permission de faire poser Alice Liddell, qu'il photographie à de nombreuses reprises. Le photographe fait ensuite coloriser le portrait et l'offre en 1864 à son modèle, monté sur un carton dans un coffret couvert de velours violet,. Les Aventures d'Alice au pays des merveilles, roman qu'elle a inspiré, parait l'année suivante.

## Description
L'image de 16,3 × 10,9 centimètres est une impression réalisée à partir d'un négatif en verre. Plusieurs tirages sont conservés à la bibliothèque de l'université de Princeton comme au Metropolitan Museum. Le titre est inspiré d'un poème écrit par Tennyson en 1842, The Beggar Maid.
Alice Liddell en petite mendiante est le portrait d'une petite fille  absorbée dans la contemplation du spectateur. Son visage montre une attention soutenue pour la présence du photographe.
Alice âgée alors de sept ou huit ans pose comme une mendiante contre le mur d'un jardin négligé. Le photographe a arrangé la robe en lambeaux jusqu'aux limites de l'admissible — selon la notice du Metropolitan Museum of Art — montrant autant que possible sa poitrine et ses membres nus. Il en résulte une attitude sûre d'elle, voire provocante. Cette mendiante marginale suscite autant de convoitise que de pitié : son regard est méfiant, comme si elle était consciente d'être utilisée comme un acteur dans une pièce incompréhensible.

## Réception
Cette photographie cristallise un débat durable sur Lewis Carroll photographe et écrivain. Pour  Roger Taylor et Edward Wakeling, l'image cause une controverse des plus intenses. Les accusations de perversité, d'immoralité et de pédophilie à l'endroit du photographe, notamment, nourrissent une polémique sur plus de cent cinquante ans,,,.

### Complexité et intertextualité

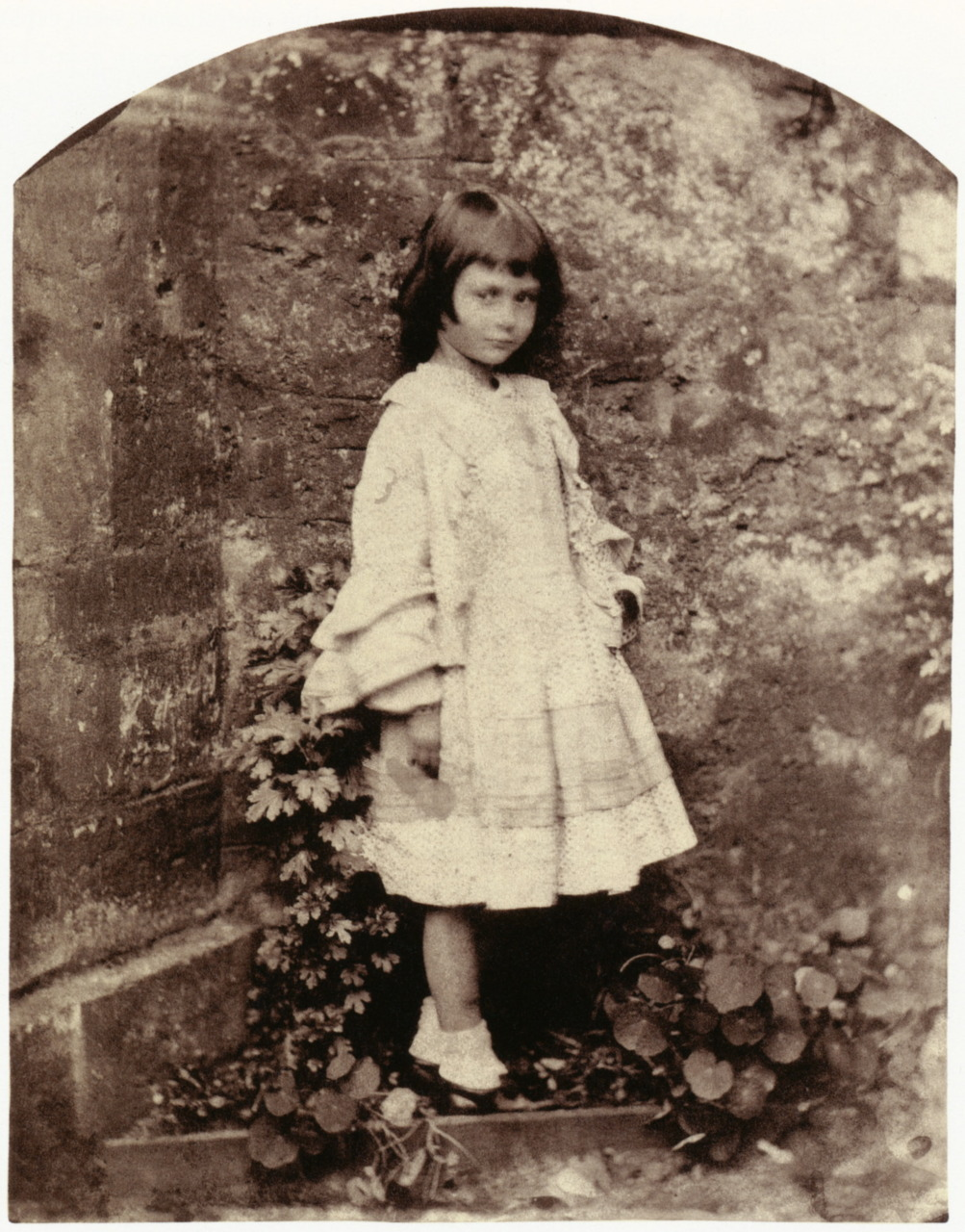
Alice Liddell Dressed in her Best

Pour Toshiro Nakajima, la photographie est chez Lewis Caroll le pendant de sa production littéraire et dessinée : elle est nécessairement intertextuelle. Pour comprendre cette image, il est nécessaire de prendre en compte l'ensemble des complexités esthétiques et des ambiguïtés qu'elle contient.
Il indique notamment que l'image doit être vue comme une partie d'un diptyque, l'autre étant la photographie d'Alice Liddell Dressed in her Best. Pour Nakajima, la tension entre l'idéal et le réel se retrouve dans ses écrits comme dans ses photographies : « Les deux portraits en diptyque d’Alice nous montrent, non seulement l’amour qu’il portait à la petite fille, mais aussi cette forme d’imagination, profondément ancrée chez lui, qui lui permettait de concevoir ses histoires d’Alice et ses photographies sur le même modèle, pour ce qui est de la forme comme pour ce qui est du fond ». L'universitaire Lawrence Gasquet rejoint cette interprétation.
Daniel Grojnowski insiste également sur la complexité et l'ambiguité des « photographies icônes », parmi lesquelles il range ce portrait d'Alice Liddell, révélateur d'un « culte qui se décline sur le mode de l'obscur objet du désir ».
Ronald Shusterman considère ainsi que ce portrait, en représentant une fille de la classe supérieure transformée en pauvrette arrogante, témoigne de la logique de la photographie pour Lewis Carroll : la photographie est autant une trace du réel qu'une trace d'imaginaire, elle échappe à la mimèsis, et permet de tricher avec le réel, de faire apparaître une réalité qui n'existe pas.

### Débat sur la pédophilie

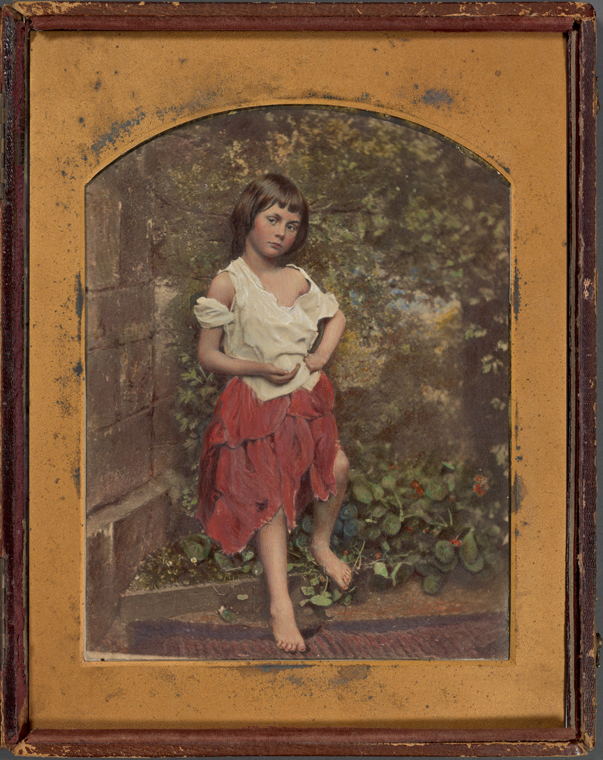
Portrait colorisé et encré d'Alice Liddell, 1898, New York public Library.

Si l'image commune de Lewis Carroll à l'époque victorienne est celle d'une sorte de « saint aimant les enfants », dès 1938 le professeur d'université Paul Schilder indique que dans son œuvre photographique, « les petites filles prennent la place d'objets d'amour incestueux ». Le premier biographe de Lewis Carroll, Helmut Gernsheim, interprète en 1969 ses photos de jeunes femmes comme une tendance de l'auteur à la pédophilie, en rappelant l'aversion de Carroll pour les garçons — J'avoue ne pas admirer les garçons nus. Il me semble qu'ils ont toujours besoin de vêtements, alors qu'on ne voit pas pourquoi les jolies formes des filles devraient être couvertes, écrivait Lewis Carroll — et la facilité avec laquelle de jeunes modèles et leurs parents autorisaient la participation aux séances de pose.
Pour Brassaï, « dans la photo la plus inoubliable et sans doute la plus révélatrice qu'il ait jamais prise, « The Beggar Maid », Alice, debout contre un mur crasseux, les jambes et les pieds nus, nous regarde, les yeux pleins d'une immense tristesse. Sa robe est déchirée et pend en lambeaux, sa chair est nue comme si elle venait d'être violée ».
Pour Carol Mavor, cette photographie est une preuve supplémentaire de la relation difficile qu'entretenait Lewis Carroll avec les enfants, qui participe selon elle d'une industrie du « culte de l'enfant ». Trois biographes publiant dans les années 1990, Donald Thomas, Michael Bakewell et Morton Cohen, suggèrent que le photographe a eu des pulsions pédophiles mais n'est jamais passé à l'acte.
L'historienne de l'art Anna Higonnet comme Toshiro Nakajima mentionnent un « mythe de la pédophilie ».  Pascale Renaud-Grosbras rejette le mythe et estime que le personnage de Lewis Carroll n’est  que le produit des fantasmes d’une « certaine critique » ; pour Hugues Lebailly, il faut mettre fin à ce mythe abusif, car l'image de Carroll cultivant un amour immodéré pour des petites filles ne reposerait que sur une série d’exagérations,.
Daniel Girardin et Christian Pirker indiquent en 2008 que si la polémique n'est pas terminée, le silence de Lewis Carroll sur son abandon soudain de la photographie en 1880, ainsi que le fait qu'il détruise à la fin de sa vie un grand nombre de ses photographies n'ont fait que renforcer des soupçons qui, selon les auteurs,  ne peuvent s'appuyer sur aucun fait avéré. La notice du Metropolitan Museum of Art indique que si les images de Carroll définissent l'enfance comme un état fragile de grâce innocente, menacé par l'expérience de la croissance et les exigences des adultes, elles révèlent également au spectateur contemporain l'imagination érotique du photographe.
Francis Ancibure et Marivi Galan-Ancibure, dans une étude critique dédiée à la pédophilie, concluent des relations entre Alice Liddell et Lewis Carroll : « Que nous apprend le révérend Charles-Lutwidge Dodgson sur le pervers ? À le suivre dans ses pérégrinations au pays des merveilles que sont pour lui les petites filles, nous comprenons que tout pédophile ne donne pas dans l’agression sexuelle, et même que l’essentiel de sa logique ne s’y réduit pas ».

## Postérité
Il existe, en 2001, dix tirages de cette photographie, conservés dans des musées américains. Lors d'une vente aux enchères organisée par Sotheby's la même année, une version coloriée de l'image est estimée entre 167 000 et 250 000 euros.
L'écrivain Georges-Olivier Châteaureynaud rend hommage à l'image dans son roman Ce parc dont nous sommes les statues.